# Gianfranco Maddoli
Gianfranco Maddoli (La Spezia, 5 settembre 1938) è uno storico e politico italiano, sindaco di Perugia dal 1995 al 1999.
Studioso del mondo antico, in particolare della storia greca, ha insegnato nella Facoltà di Lettere e Filosofia dell'Università di Perugia, e prima nelle Università di Lecce e di Siena.

## Biografia
Laureato nel 1961 all'Università di Firenze in Storia Greca con Giovanni Pugliese Carratelli, con una tesi sulla religione greca nelle tavolette micenee recentemente decifrate.
Borsista e poi Assistente volontario presso la cattedra di Storia Greca dell'Università di Firenze, nel 1964/65 insegna Latino e Greco nel Liceo Classico di Perugia; nel 1965 vince il concorso nazionale per la Scuola Archeologica Italiana di Atene, dove segue i corsi di Doro Levi e partecipa allo scavo di Festòs (Creta).
Dal 1966 al 1970 è Ricercatore presso l'Istituto per gli Studi Micenei ed Egeo-Anatolici del CNR.
Ottenuta la Libera Docenza in “Storia greca”, insegna nelle Università di Lecce e Siena, e dal 1972/3 a Perugia come Professore Incaricato e poi ordinario di “Storia greca”. Negli anni ‘70 promuove una ricerca interdisciplinare e interuniversitaria (Perugia, Lecce, Napoli, Università della Calabria, Catania) per l’individuazione dell’antico centro di Temesa sul litorale tirrenico dell’Italia meridionale, concluso con un Convegno a Perugia e Trevi e con la focalizzazione del sito oggetto di indagine. Negli stessi anni avvia lo studio dell’opera geografica di Strabone, coinvolgendo molti studiosi e dando vita a una serie di pubblicazioni e di convegni, di cui restano importanti Atti. Ha tenuto corsi presso la Scuola di Perfezionamento in Archeologia e Storia Antica dell'Università di Pisa e ha soggiornato più volte in diverse università della Germania (Freiburg i. Br., Tübingen, Berlin), insegnando nell'Università di Bielefeld per due semestri (1979 e 1981). Membro docente del Dottorato inter-universitario Pisa-Perugia-Pavia in “Storia Antica”, nel 2009 è stato proposto dal Consiglio di Dipartimento e dai Consigli di Facoltà di Lettere e Filosofia unanimi per la qualifica di “Professore Emerito” (iter non completato in tempo utile per inadempienza dell’Amministrazione). In veste di ricercatore ha effettuato studi e ricerche in diversi campi della storia antica, dal mondo miceneo all'età ellenistica e romana. In particolare, si è molto dedicato allo studio della Magna Grecia e della Sicilia, chiarendo per la prima volta l'origine della denominazione "Megale Hellàs".
Membro di varie istituzioni scientifiche, tra cui in particolare la Società Magna Grecia (ANIMI) e già membro del Consiglio e più volte relatore ai Convegni Internazionali sulla Magna Grecia di Taranto, è autore di numerose pubblicazioni nel campo della storia antica.
Nel 1995 è stato eletto Sindaco di Perugia per un mandato (1995-1999) e successivamente nominato Assessore nella Giunta Regionale dell'Umbria per i Beni Culturali e il Turismo (2000-2004). 
Ha curato due raccolte di studi del suo Maestro Giovanni Pugliese Carratelli, rispettivamente per l’ed. Il Mulino (1990) e per l’ed. Rubbettino (2015). Dal 1991 si è occupato intensamente di Iasos, città della Caria (nell’attuale Turchia), dove ha operato come epigrafista nella Missione Archeologica Italiana. Socio della Fondazione Valla (Mondadori), è membro o corrispondente di diversi Istituti e Accademie (Accademia di Archeologia e Lettere di Napoli, Studi Etruschi, Istituto per la Storia e l'Archeologia della Magna Grecia, Accademia delle Scienze dell’Umbria) e della redazione delle riviste scientifiche “La Parola del Passato”, “Geographia Antiqua”, “Atene e Roma”, “Atti e Memorie della Società Magna Grecia”.
Dal 2009 al 2013 è stato presidente della Fondazione Marini Clarelli Santi in Perugia (Casa Museo della Famiglia Degli Oddi). Dal 2018 al 2024 è stato per due mandati presidente dell'Istituto Conestabile-Piastrelli in Perugia (dopo esserlo stato in passato per altri due. L'Istituto è attivo nel campo di interessi religioso-culturali).
Attualmente è in pensione.